# Trixylylphosphat
Trixylylphosphat ist ein Stoffgemisch aus der Gruppe der Phosphorsäureester. Trixylylphosphat besteht aufgrund der Herstellung (ausgehend von einem Gemisch mehrerer isomerer Xylenole und Ethylphenole) aus einer Mischung von verschiedenen isomeren Phosphorsäureestern.

## Eigenschaften
Trixylylphosphat ist eine dunkle Flüssigkeit, die praktisch unlöslich in Wasser ist.

## Verwendung
Trixylylphosphat wird als Schmiermittel, hydraulische Flüssigkeit, als Flammschutzmittel in der Kunststoffproduktion und als Weichmacher verwendet.